# Черкаський малий симфонічний оркестр
Черка́ський мали́й симфоні́чний орке́стр — симфонічний оркестр в Україні, що існує при Черкаській обласній філармонії.
Художній керівник та головний диригент оркестру — заслужений діяч мистецтв України Олександр Дяченко. За його керівництва оркестр виконує світові шедеври Антоніо Вівальді, Йозефа Гайдна, Амадея Моцарта, Людвіга ван Бетховена, Антоніна Дворжака, Йоганнеса Брамса, Петра Чайковського, Дмитра Шостаковича, Ігора Стравінського, Альфреда Шнітке, Даріуса Мійо, Ф.Крейслера, Джорджа Гершвіна, Йоганна Штрауса, Ісаака Альбеніса.
За свою історію оркестр виступав в Україні (Київ, Полтава, Кропивницький, Вінниця), Франції, Латвії, Литві та Італії. Завдяки високому професіоналізму разом з оркестром виконуються багато спільних програм. Разом з ними виступали:
- Народні артисти України — Б.Которович, О.Басистюк, А.Баженов, С.Добронравова, Ю. Кириченко.
- Заслужені артисти України — Є.Басалаєва, Н.Петренко, Л. Монастирська, А. Ільків (труба), Л. Доброноженко.
- лауреати міжнародних конкурсів — Т.Осадчий (фагот),  Р. Арнакулієв (труба), Майкл Леонард (саксофон, США).